# Siro Camponogara
Siro Camponogara, född den 24 maj 1977 i Caprino Veronese i Italien, är en italiensk proffscyklist. Numera bor han i italienska San Bonifacio som ligger i närheten av Verona. Som nioåring började han tävlingscykla, och 2001 blev han professionell med Navigators Insurance Cycling Team och fortsatte att tävla med dem till säsongsslutet 2006. För närvarande är han kontraktslös.

## Meriter
2002
Anderson Stage Race
2003
Etapp 2, Tour de Delta
Tour of Long Hill Township
2004
Carteret
2005
2:a, American Airlines Pro-Am Challenge
6:a, etapp 6, Tour of Britain
2006
2:a, Montclair Twilight Criterium
3:a, Atlanta

## Stall
2001-2006 Navigators Insurance Cycling Team